# Mimudea delineatalis
Mimudea delineatalis là một loài bướm đêm trong họ Crambidae.